# Burg Obermontani
Die hochmittelalterliche Burg Obermontani steht auf einem Felsrücken oberhalb der Plima am Eingang des Martelltals südlich der Fraktion Morter der Gemeinde Latsch im Vinschgau (Südtirol). Etwa 400 Meter nördlich auf dem Felsrücken steht die kleinere Burg Untermontani, etwa 130 Meter westlich von Obermontani die Kapelle St. Stephan.

## Geschichte
Um 1228 errichtete Graf Albert III. von Tirol die kleine Burg auf dem Gebiet des Bistums Chur, was letztendlich zum Streit und im Nachhinein dazu führte, dass die Tiroler die Lehnsherrschaft der Bischöfe von Chur über die Burg anerkennen mussten. 1299 ging die Burg in den Besitz derer von Montani über, die ihr auch ihren Namen gaben. 1614 starb die Linie der Montani aus. 1647 erwarb der Historiker Graf Maximilian von Mohr die offenbar im Verfall begriffene Burg. 1833 starb der letzte Graf von Mohr, seitdem steht die Burg mehr oder weniger leer. 
1839 wurde die noch bewohnbare Burg an einen Bauern verkauft, der das gesamte Inventar nach und nach veräußerte. Durch Beda Weber wurde eine Original-Handschrift des Nibelungenliedes aus dem Jahr 1323, die sich auf der Burg befand, sichergestellt. Dieses Unikat wird heute als „Nibelungen-Handschrift I, Signatur mgf 474“ in der Berliner Staatsbibliothek verwahrt.
Im 20. Jahrhundert fiel die zunehmend verfallende Burg, in der zeitweise eine Falknerei untergebracht war, an den italienischen Staat. Im Jahr 2009 übergab der Staat Obermontani in das Eigentum des Landes Südtirol. Die Verwaltung des Gebäudes wechselte gleichzeitig vom Denkmalamt in Verona zum Denkmalamt in Bozen.

## Das Bauwerk
Die Anlage wird von einer zum größten Teil angebauten Ringmauer umfasst, die von romanischen Schwalbenschwanzzinnen gekrönt ist. Ein turmartiger Palas zur Talseite (ursprünglich freistehend, mit einem marmorgerahmten Rundbogenportal im 1. Stock) und ein Wohnturm zur Bergseite enthielten die Wohnräume. Letzterer deckte auch das Tor, das nicht über eine Zugbrücke verfügte. Auf Grund der Lage war ein Burggraben nicht möglich und auch nicht erforderlich.
Witterungseinflüsse machen der Bausubstanz des Gebäudes schwer zu schaffen. Es ist ein zunehmender Verfall zu verzeichnen. Die Burg ist wegen teilweiser Einsturzgefahr bis auf weiteres nicht zugänglich.

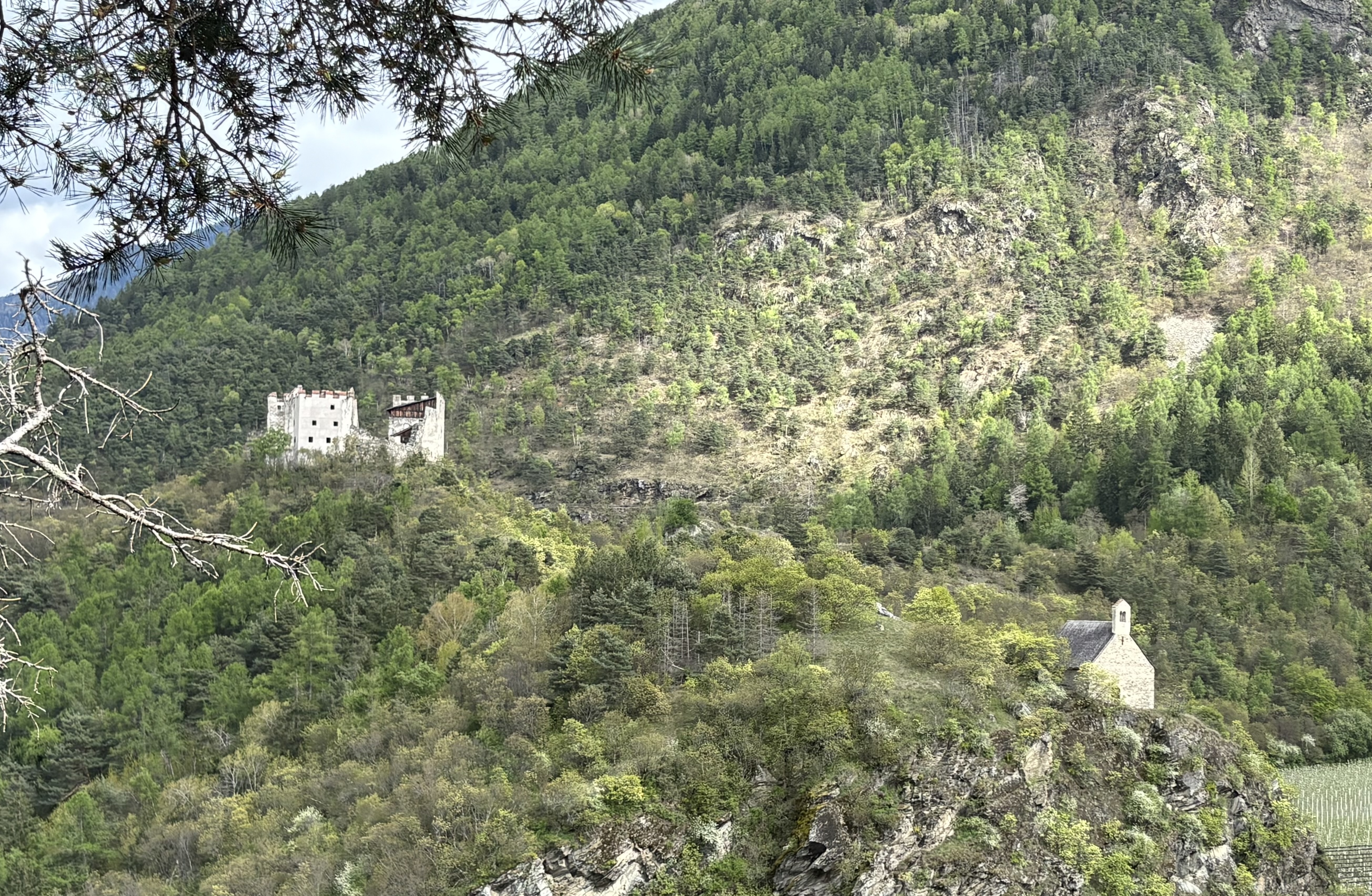
Ruine Obermontani und Kapelle St. Stephan
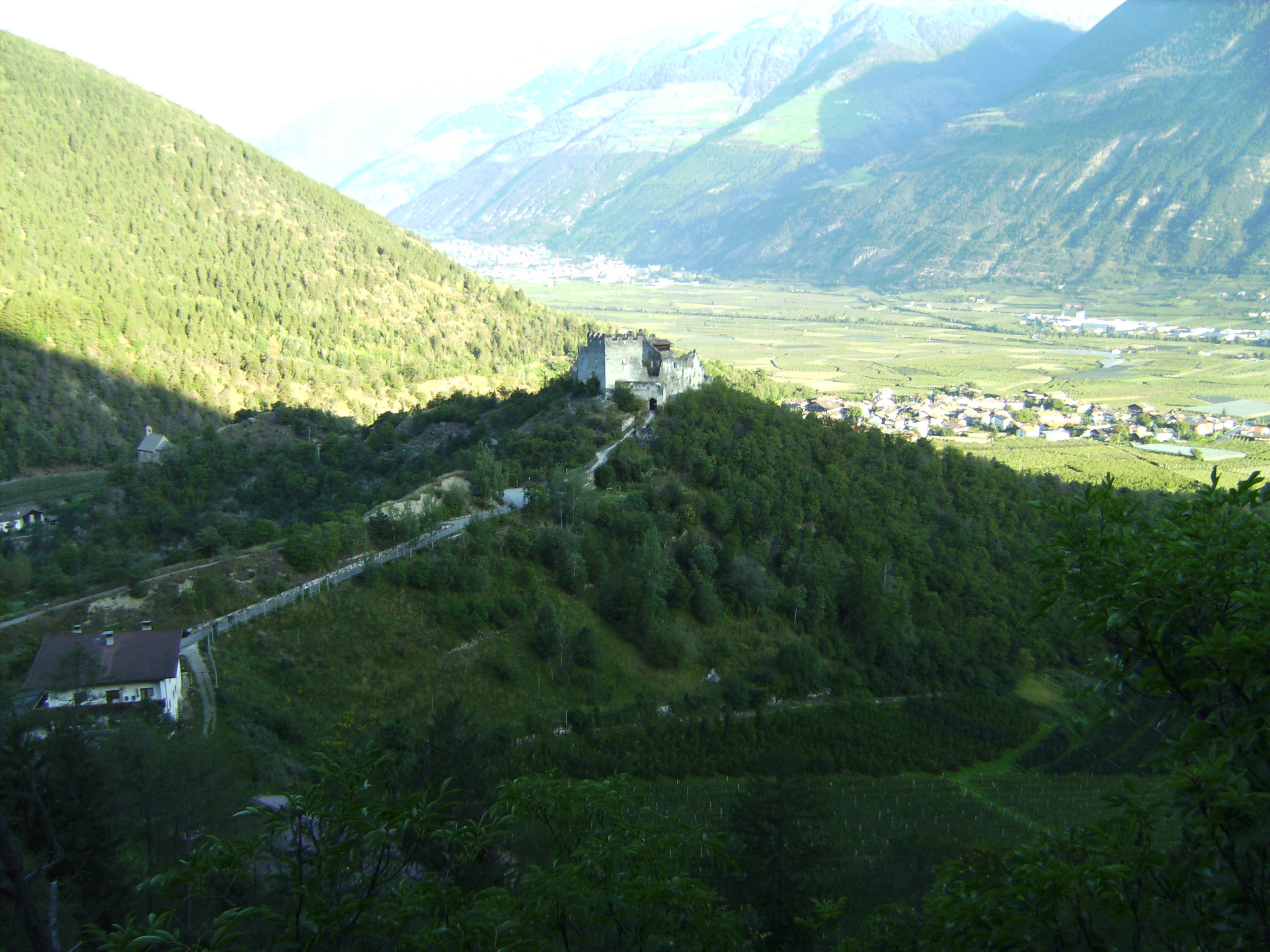
Burg Obermontani vom Weg zum Zwölferkreuz aus nach Norden gegen Morter und Schlanders
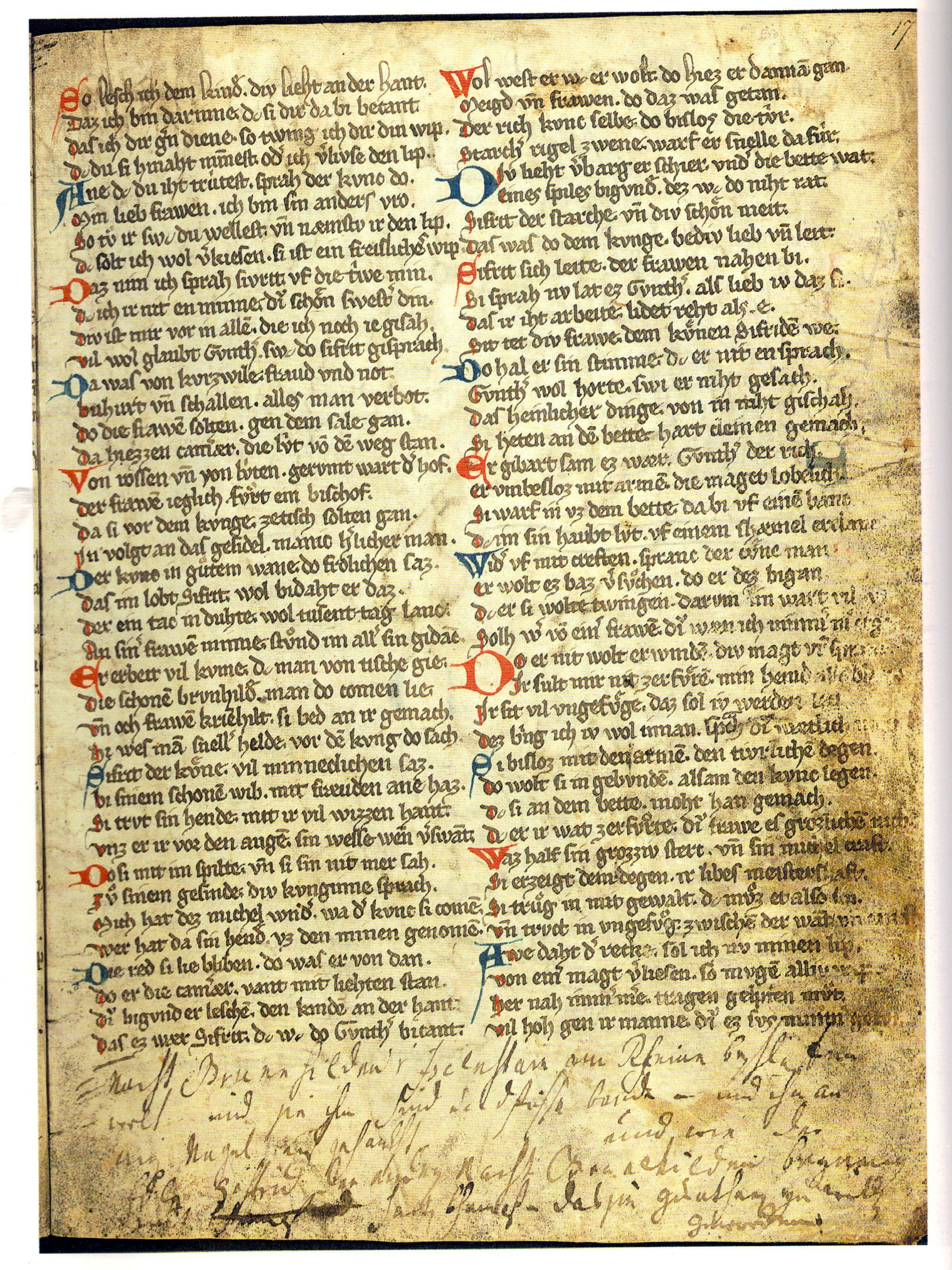
Original-Handschrift des Nibelungenliedes (I)